# Monte Cocuzzo
Monte Cocuzzo è un monte di 1541 metri dell'Appennino meridionale, posto tra i territori di Mendicino, Longobardi, Lago, Belmonte Calabro e Fiumefreddo Bruzio, tutti nella provincia di Cosenza. 

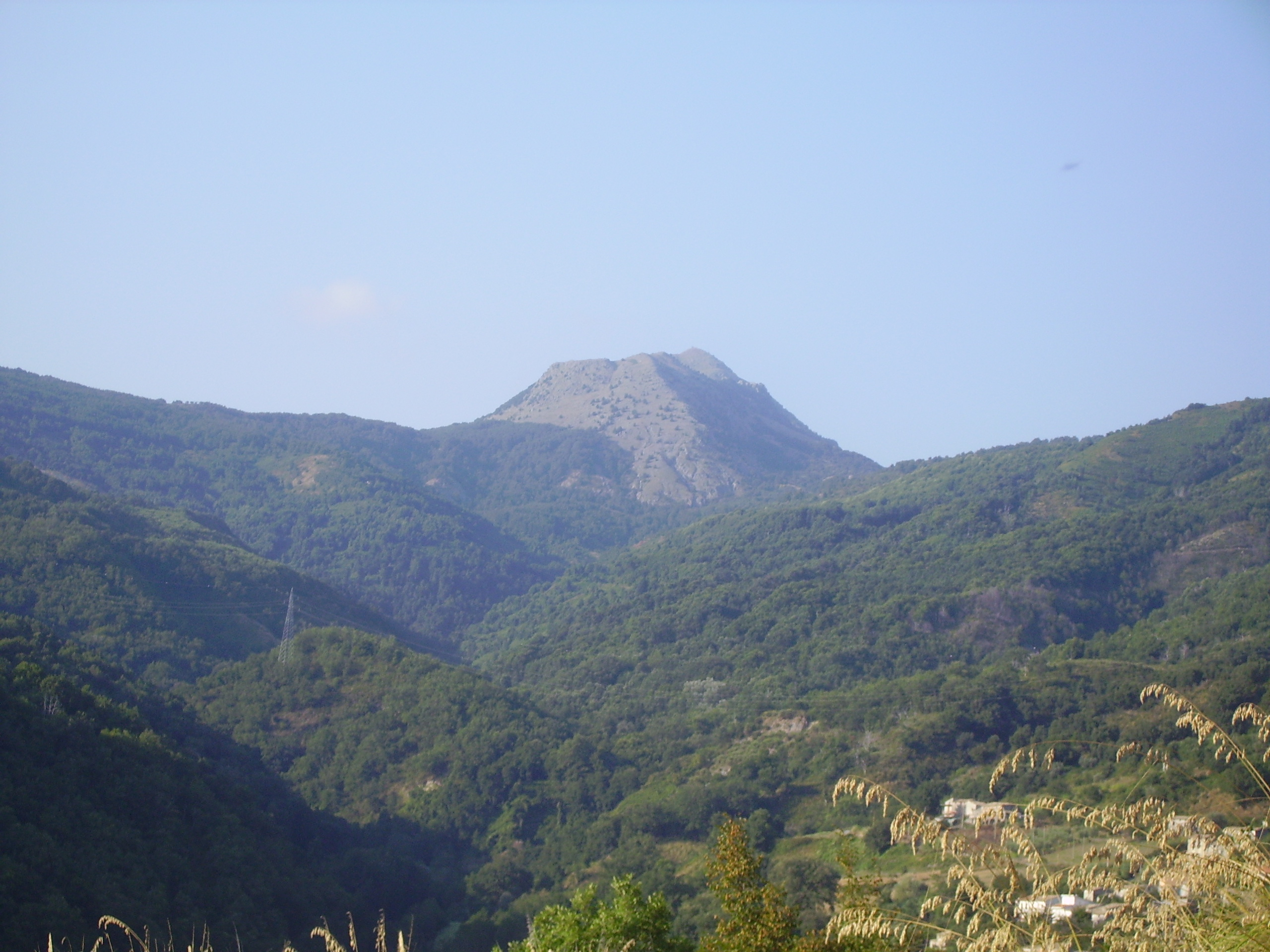
Monte Cocuzzo dalle campagne di Belmonte Calabro

Si tratta della vetta più alta della Catena Costiera. Cocuzzo viene dal latino Cacutium, che a sua volta deriva dal greco antico κακός κύτος (kakos kytos), cioè "cattiva pietra" o "cattiva cavità", il che farebbe pensare ad una origine vulcanica confermata anche dalla forma conica. Tuttavia, secondo le tesi prevalenti, suffragate dalle caratteristiche geomorfologiche del terreno e delle rocce, la montagna è di formazione dolomitica, quindi non è un vulcano spento.
Dal punto di vista geologico, monte Cocuzzo rappresenta una finestra tettonica, ovvero una zona nella quale è possibile vedere in affioramento unità rocciose (le dolomie triassiche di affinità appenninca) altrimenti coperte da falde alloctone sovrascorse al di sopra (unità ofiolitiche di derivazione oceanica tetidea). Normalmente per finestra tettonica si intende un “buco” scavato dall’erosione sull’alloctono che permette di vedere il sottostante autoctono, ma, nel caso specifico di Monte Cocuzzo, si tratta di una zona di transpressione (struttura a flower positiva): a causa del sistema di faglie transpressive che interessa la regione si ha un'estrusione delle dolomie attraverso la faglia che così possono venire alla luce al di sopra delle sovrastanti ofioliti.